# Апостольский викариат Дарьена
Апостольский викариат Дарьена (лат. Vicariatus Apostolicus Darienensis) — апостольский викариат Римско-Католической церкви с центром в городе Метети, Панама. Апостольский викариат Дарьена подчиняется непосредственно Святому Престолу. Апостольский викариат Дарьена распространяет свою юрисдикцию на территорию провинцию Дарьен и автономные управления индейцев Эмбера-Воунаан и Куна-Яла.

## История
29 ноября 1925 года Святой Престол учредил апостольский викариат Дарьена, выделив его из епархии Панамы.
15 декабря 1988 года апостольский викариат Дарьена передал часть своей территории для возведения новой епархии Колона.

## Ординарии апостольского викариата
- епископ Juan José Maíztegui y Besoitaiturria CMF[1](14.07.1926 — 1932);
- епископ José María Preciado y Nieva CMF (26.12.1934 — 19.05.1955);
- епископ Jesús Serrano Pastor CMF (7.04.1956 — 22.07.1981);
- епископ Carlos María Ariz Bolea CMF (22.07.1981 — 15.12.1988) — назначен епископом Колона;
- епископ Rómulo Emiliani Sánchez CMF (15.12.1988 — 2.02.2002);
- епископ Pedro Joaquín Hernández Cantarero CMF (12.02.2005 — по настоящее время).

## Источник
- Annuario Pontificio, Libreria Editrice Vaticana, Città del Vaticano, 2003, ISBN 88-209-7422-3